# Karabin maszynowy Vickers-Berthier
Vickers-Berthier – brytyjski ręczny karabin maszynowy opracowany przed I wojną światową przez A. Berthiera, który sprzedał prawa do produkcji broni przedsiębiorstwu Vickers-Armstrongs w 1925 roku.
Vickers-Berthier był jednym z karabinów biorących udział w testach przeprowadzonych w latach 30. XX wieku przez British Army, mających wyłonić nowy ręczny karabin maszynowy dla wojsk brytyjskich, jednak ostatecznie przegrał na rzecz karabinu maszynowego Bren. Broń przyjęta została natomiast na uzbrojenie wojsk Indii Brytyjskich.
Na podstawie karabinu Vickers-Berthier opracowany został lotniczy karabin maszynowy Vickers K.